# Hatmehyt

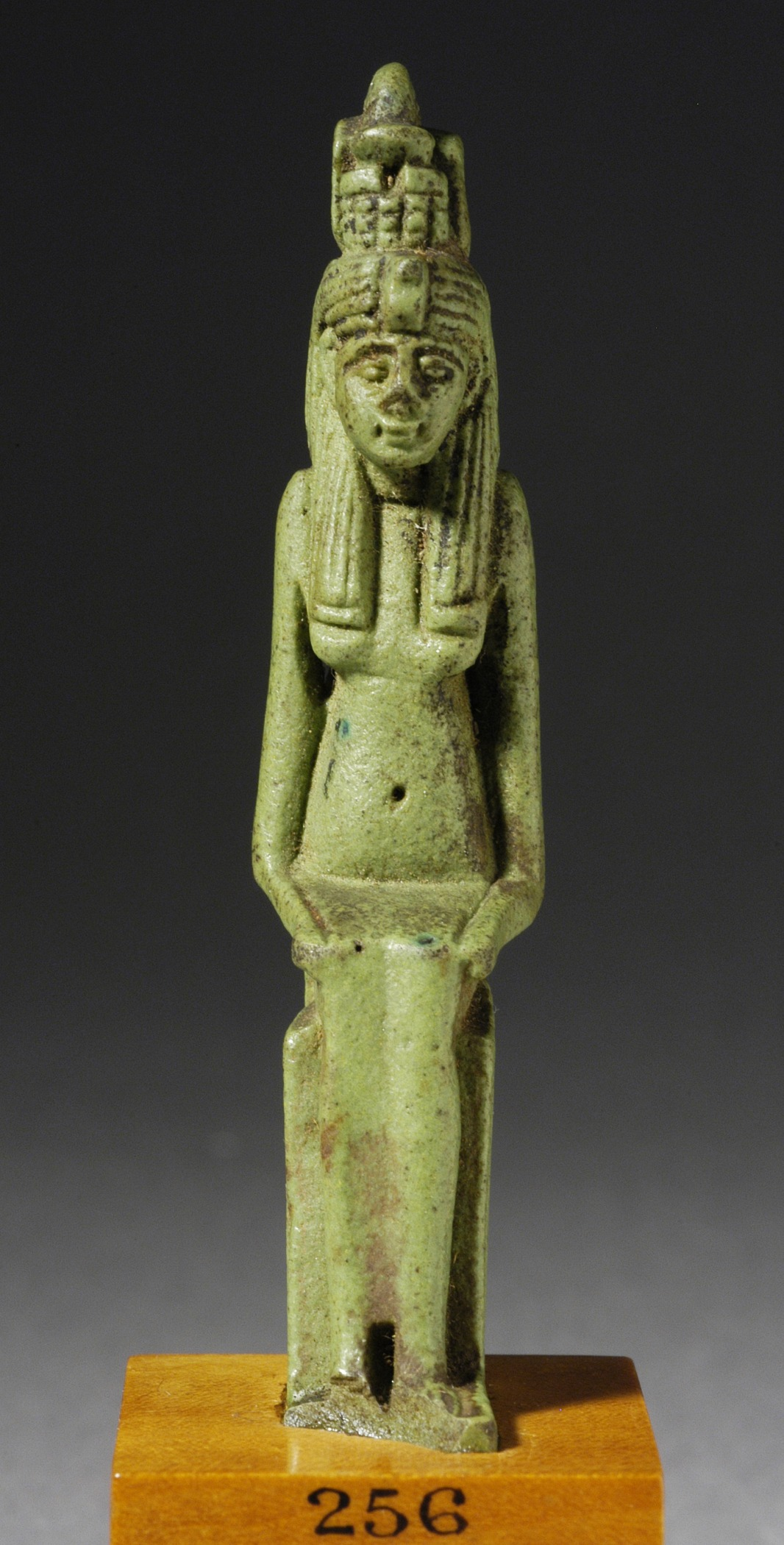
Hatmehyt

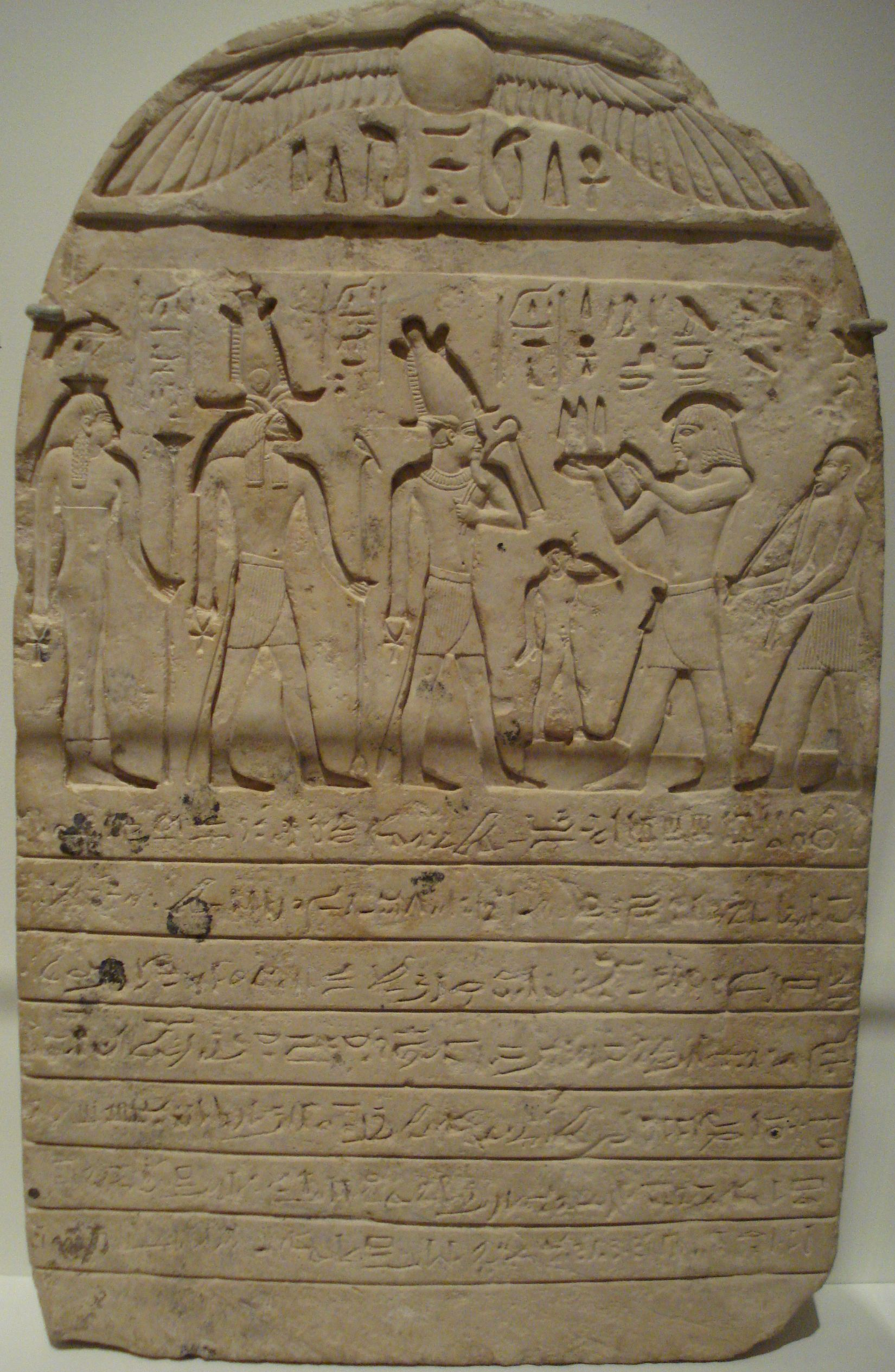
Hatmehyt, Osiris y Banebdyed.

Hatmeith era, en la mitología egipcia, la diosa pez o "La Señora de los pescados".
- Nombre egipcio: Hatmehyt o Hatmehit.

## Iconografía
Suele representarse como una mujer con el símbolo de un pez sobre la cabeza. El pez con la cola caída, sobre un estandarte, probablemente una carpa del Nilo, llamada lepidoto por Plutarco.

## Mitología
Hatmehit fue la diosa principal de Mendes durante el Imperio Antiguo como esposa del dios carnero Banebdyedet, “El Carnero Señor de Mendes”, con el cual y con un hijo poco conocido que después fue asimilado a Harpócrates, formaba una tríada. Se la relaciona con Jnum, dios de las aguas. Durante el Imperio Medio se asocia a Isis y a Hathor, que ocupan su lugar.

## Epítetos
Su nombre, Hatmeyth, significa "La que está al frente de los pescados", ya que representa al primer pez que surgió del caos primordial, y en relación con el dios Jnum y el río Nilo; otro de sus títulos es “La que preside la Crecida”. También es llamada "el ojo de Ra, Señora de los Cielos y Señora de los dioses" y la "Madre" en Mendes.

## Culto
Fue venerada en el Bajo Egipto, especialmente en Mendes, la actual Tell el-Ruba, en el centro-este del delta del Nilo. 
| F4 · t | V22 | H | i | i | t · H8 | B1 |

| F4 · t | V22 | H | i | i | t · H8 | B1 |